# Siro phong
Siro phong được làm từ nhựa cây phong đường, cây phong đỏ, hay cây phong đen, mặc dù nó cũng có thể được làm từ các cây họ phong khác như cây phong lá to. Ở vùng khí hậu lạnh, các cây này dự trữ tinh bột trong thân và rễ cây trước mùa đông. Tinh bột này sau đó được chuyển thành đường và thành nhựa vào mùa xuân. Nhựa cây phong có thể được lấy bằng cách khoan lỗ vào thân cây và hứng nhựa chảy ra. Nhựa này sau đó được đun nóng để hơi nước bay đi và siro được cô đặc, thường thì để chiết xuất được 1 lít siro đặc, người ta mất khoảng từ 30-50 lít nhựa cây.
Siro phong được thu hoạch và dùng đầu tiên bởi người bản xứ Bắc Mỹ. Cách chế biến này được những người di dân châu Âu tiếp thu và cải tiến. Sự cải tiến về công nghệ vào những năm 1970 đã giúp quá trình tinh luyện siro tiến xa. Tỉnh Quebec của Canada là nơi sản xuất nhiều siro cây phong nhất, chiếm khoảng ba phần tư sản lượng thế giới. Canada xuất khẩu hơn 145 triệu đô la Canada (khoảng 141 triệu đô la Mỹ) giá trị siro cây phong mỗi năm. Vermont là nơi sản xuất nhiều nhất ở Hoa Kỳ, đóng góp khoảng 5,5% vào nguồn cung thế giới.
Siro được đánh giá theo tiêu chuẩn của Canana, Mỹ hay Vermont tùy theo độ đậm đặc và trong suốt. Sucrose là loại đường thường thấy trong siro cây phong. Siro phải chứa ít nhất 66% đường và chỉ được làm duy nhất từ nhựa cây phong thì mới được xem là siro cây phong Canada. Ở Mỹ, một loại siro phải được làm gần như hoàn toàn từ nhựa cây phong thì mới được dán nhãn "cây phong". Siro cây phong thường được dùng với bánh kếp, bánh quế, bánh mì nướng kiểu Pháp hay cháo yến mạch. Nó cũng được dùng như là thành phần để làm bánh, cũng như là chất tạo độ ngọt và hương vị. Những chuyên gia ẩm thực đã khen ngợi mùi vị đặc trưng của nó, mặc dù những thành phần hóa học của nó vẫn chưa được hiểu hoàn toàn.